# Илия Венов
Илия Димитров Венов е български просветен деец, литератор и общественик.

## Биография
Илия Венов е роден на 20 юли 1874 година в град Габрово, Османската империя. Учител е във Варненската мъжка гимназия.
Венов е автор на стихове и други литературни текстове. Публикува свои творби в списание „Илюстрация Светлина“ и други издания. Издава и няколко книги и сътрудничи на различни периодични издания. Редактор на неделното варненско литературно списание „Искрено слово“ (1909).
Венов развива и обществена дейност. Той е един от основоположниците на Юнашкото движение в България. Активист е на Варненското македоно-одринско дружество на Македоно-одринската организация.
Умира в 1960 година.